# Apurímac megye
Apurímac megye Peru egyik megyéje, az ország középpontjától délre található. Székhelye Abancay.

## Földrajz
Apurímac megye Peru középrő részétől délre helyezkedik el a szárazföld belsejében. Az Andok hegyláncai között elterülő megye nagy része a tengerszint felett több mint 4000 méterrel található. Északon és keleten Cusco, délen egy rövid szakaszon Arequipa, délnyugaton, nyugaton és északnyugaton pedig Ayacucho megyével határos. Névadója az Apurímac folyó.

### Tartományai
A megye 7 tartományra van osztva:
- Abancay
- Andahuaylas
- Antabamba
- Aymaraes
- Chincheros
- Cotabambas
- Grau

## Népesség
A megye népessége a közelmúltban folyamatosan növekedett:
| Év   | Lakosság |
| ---- | -------- |
| 1940 | 258 094  |
| 1961 | 288 223  |
| 1972 | 308 613  |
| 1981 | 323 346  |
| 1993 | 381 997  |
| 2007 | 404 190  |

## Képek

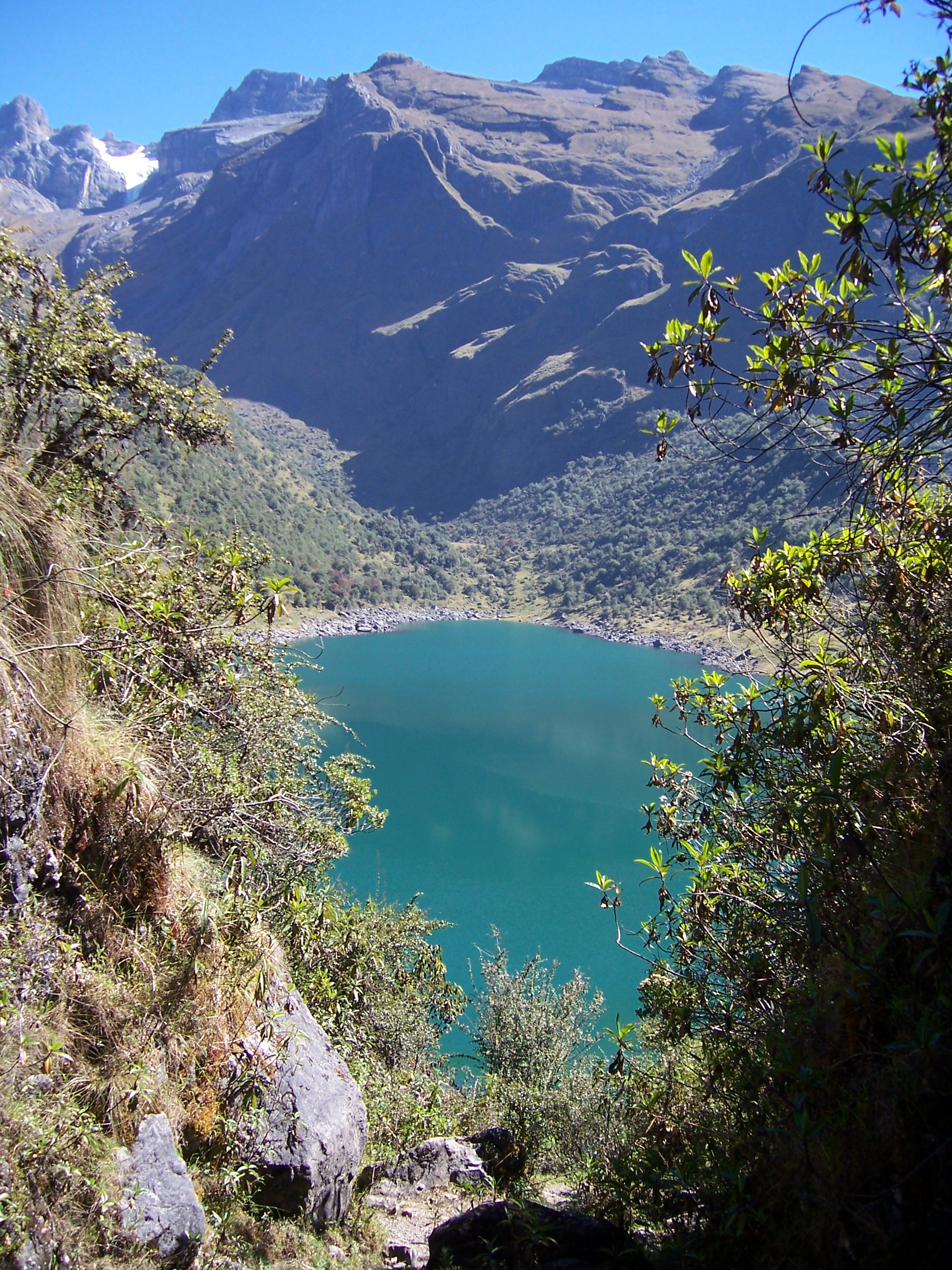
Az Usphaqucha tó
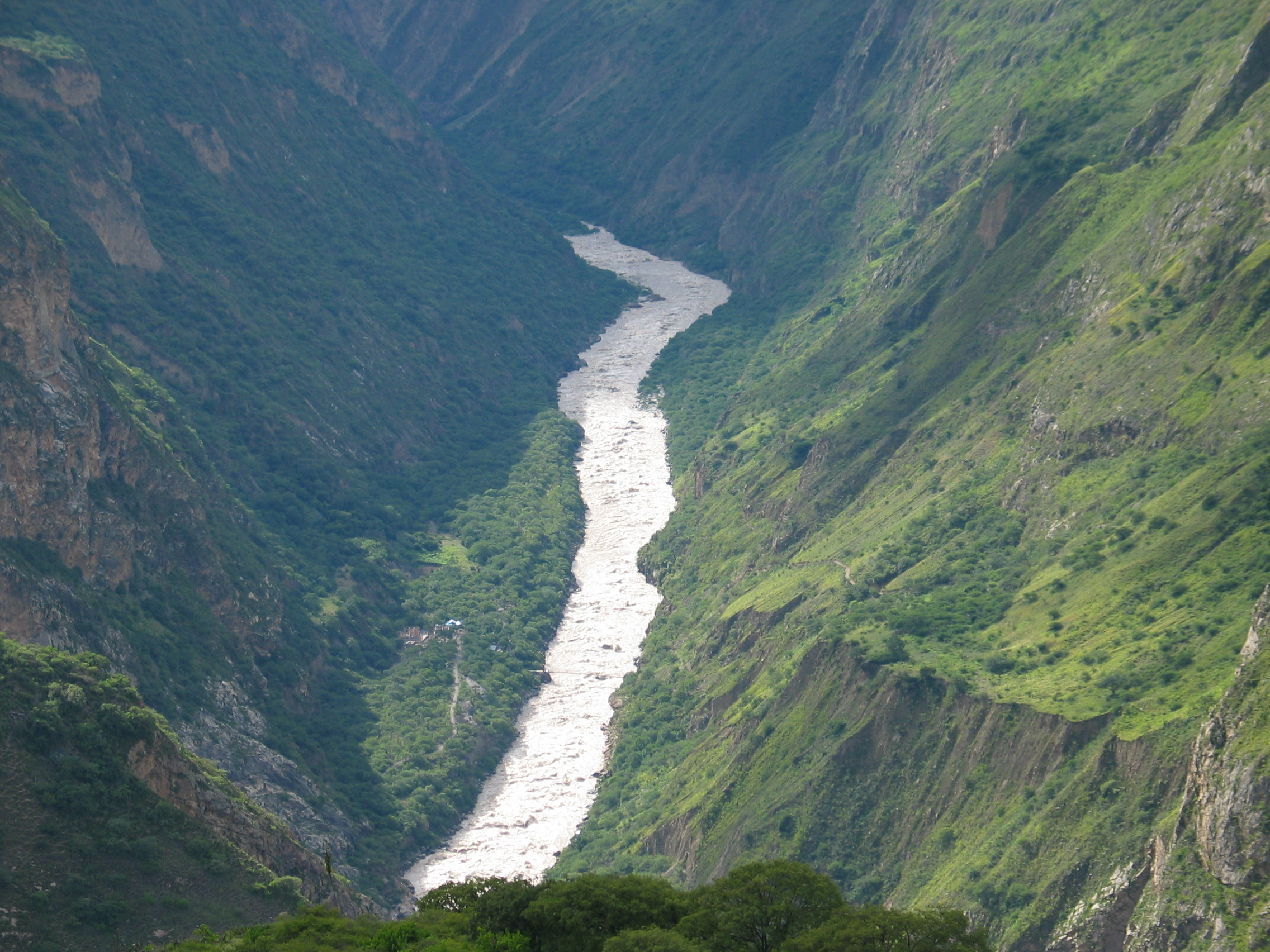
Az Apurímac folyó
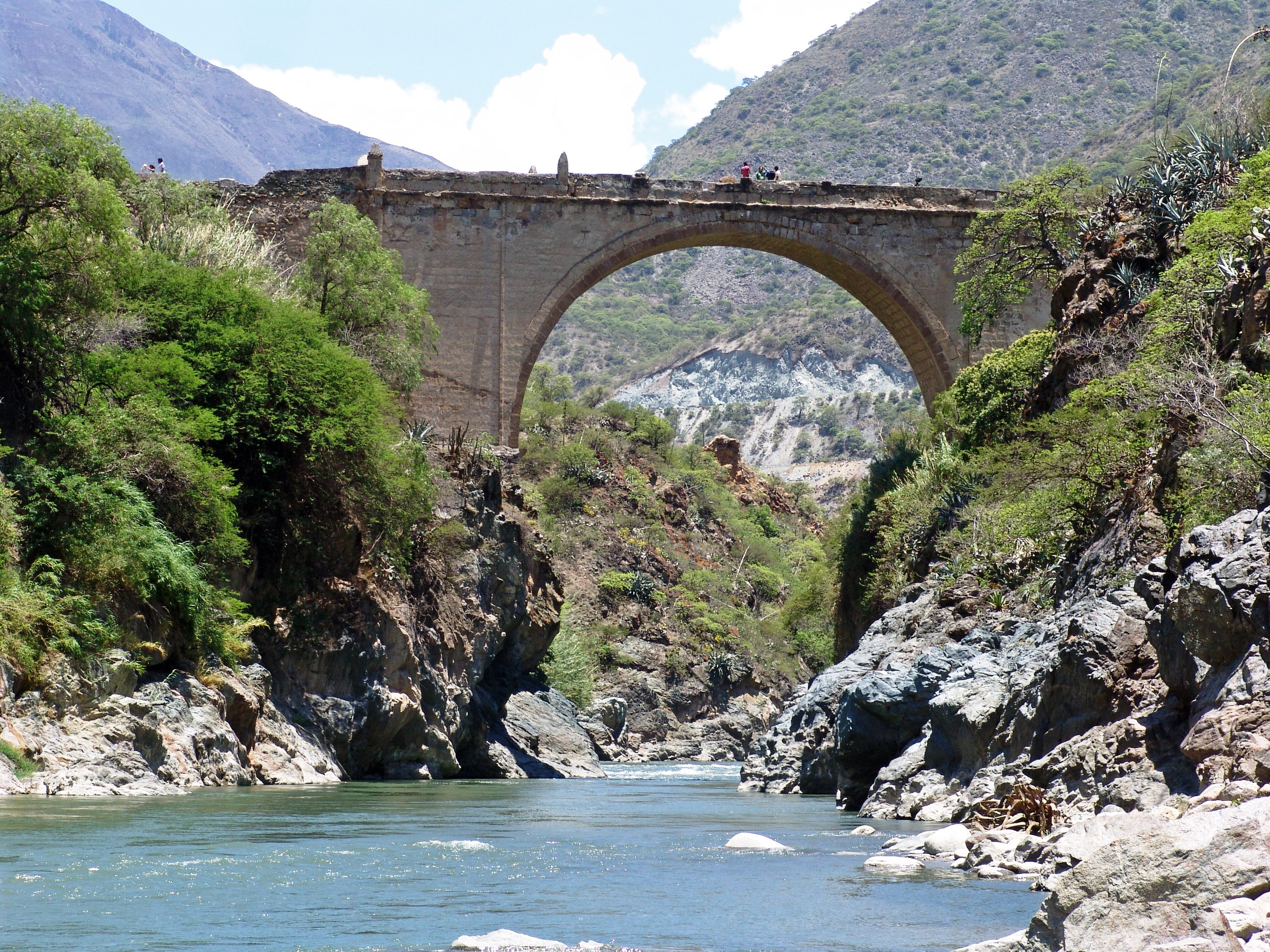
A Pachachaca-híd
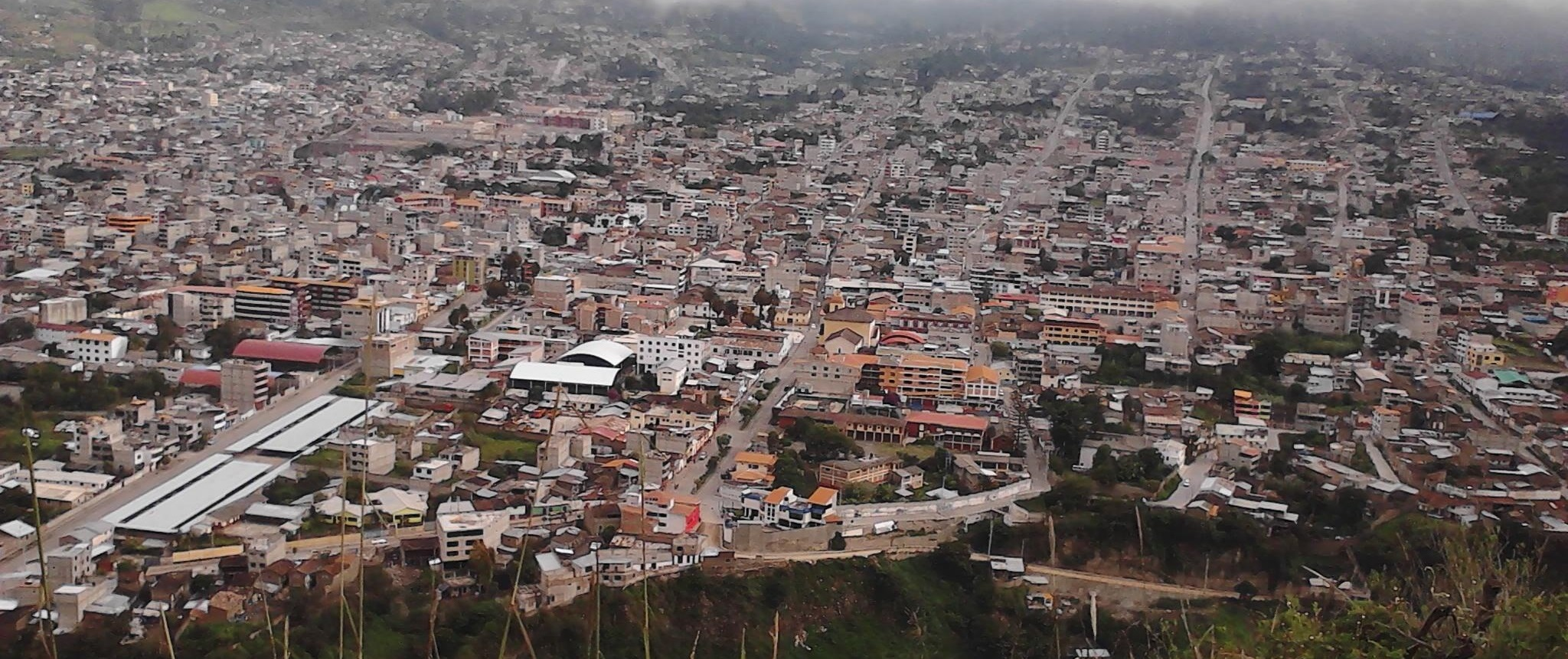
Abancay városa
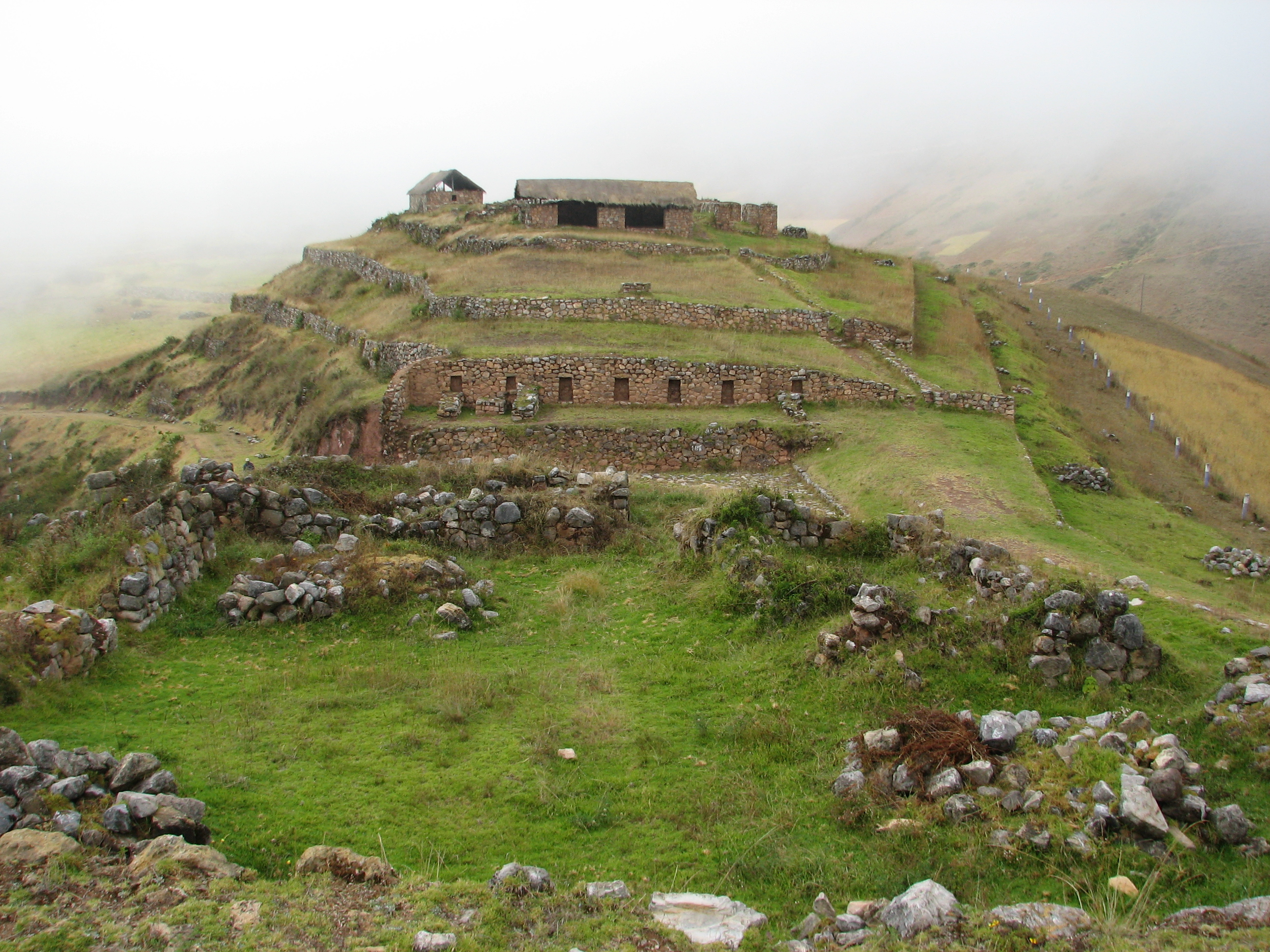
A Suntur régészeti lelőhely